# Diakritiskt tecken
Diakritiska tecken eller diakriter (av klassisk grekiska: διακριτικός, diakritikós, ”särskiljande”, till διακρίνω, diakrínō, ”särskilja”) är små skrivtecken som läggs till en bokstav (över, under eller ovanpå) som har en särskiljande funktion (det vill säga bokstavens uttal ändras). I många språk finns det bokstäver med vad som ser ut som diakritiska tecken, men som formellt räknas som egna bokstäver, som svenska å, ä och ö.

## I vid mening
Ibland talar man om diakritiska tecken i en vidare mening och räknar ändå in de bokstäver (såsom svenska å, ä, ö) som formellt räknas som egna bokstäver och dessutom apostrofen (’ eller '), accenter och skiljetecken. Detta gör man till exempel i sammanhang då man diskuterar stavning av utländska ord eller tekniska lösningar utan att vilja komma in på (eller känna till) teknikaliteter om hur symbolen räknas i respektive språk.

## I svenskan
Ringen i å och prickarna i ä och ö kan i vid mening räknas som diakritiska tecken över bokstäverna a respektive o, vilket tyskar anser om tecknen ü, ä och ö. Anledningen till att man inte har den synen i svenska är att dessa ljud historiskt inte har representerats av diakritiska tecken utan av egna bokstäver som det fortfarande gör hos norska och danska æ och ø. De germanska språken har ljud som inte finns i de romanska och när man övergick från runskrift till det latinska alfabetet lade man i fornnordiska och fornengelska till bokstäverna æ och œ, medan fornhögtyska använde diakritiska tecken på a och e så de blev ä och ö. I samband med införandet av boktryckarkonsten upphörde användningen av æ och œ i engelska, och det första tryckta verket som fick större spridning i Sverige var Gustav Vasas bibel där æ och œ ersatts med ä och ö. Anledningen var dels att bibeln översatts från tyska, dels att Gustav Vasa ville markera Sverige som ett eget land efter upplösningen av Kalmarunionen.
I det svenska språket används inte diakritiska tecken särskilt ofta, men förekommer i tecknet é, till exempel i idé och armé, och en del lånord.

## I andra språk
I språk som franska har man diakritiska tecken som kallas accenter. I andra språk som exempelvis tyska räknas tecken som ä/ö/ü som självständiga bokstäver även om de i till exempel sortering hanteras som varianter av a/o/u.
Även språk med andra alfabet än latinska alfabetet kan ha diakritiska tecken, till exempel grekiska. Ryska och andra språk med kyrilliska alfabetet har självständiga bokstäver med vad som ser ut som diakritiska tecken (й, ё, ђ, ѓ, ї, ћ, ќ, ў, ґ, ғ)
I konsonantalfabet, abjader, som till exempel arabiska och hebreiska så används diakritiska tecken för att markera när en konsonant följs av en kort vokal. I arabiskan finns också en rad diakritiska tecken som förändrar både ett ords uttal och dess grammattiska funktion. Dessa så kallade harakãt placeras ovanför eller under en bokstav. De används dock bara i undantagsfall i vardaglig skrift.

## Lista över diakritiska tecken till latinska bokstäver
Här listas de efter utseende, och denna lista avser endast de som används med latinska tecken. De kallas ofta helt olika saker i olika språk, och ses ofta inte som diakritiska tecken.
| Tecken                             | Namn                    | Används i följande språk                                                                       | Förklaring / Exempel |
| ---------------------------------- | ----------------------- | ---------------------------------------------------------------------------------------------- | --- |
| á, é, ć, í, ĺ, ń, ó, ŕ, ś, ú, ý, ź | akut accent             | franska, isländska, polska, portugisiska, spanska, danska, norska, tjeckiska, slovakiska m.fl. | É markerar i svenskan (endast lånord) betoning på stavelsen ifråga, som i armé. Á uttalas /aʊ/ på isländska. Danska och norska kan ha ´ över särskilt betonade vokaler, såsom i räkneordet én, till skillnad från obestämda artikeln en. |
| ő, ű                               | dubbel akut accent      | ungerska                                                                                       | Markerar lång version av bokstäver med trema (ö, ü). |
| à, è, ì, ò, ù                      | grav accent             | franska, portugisiska, italienska m.fl.                                                        | Markerar i franskan att 'e' ska uttalas /ɛ/, samt innehar en grammatisk funktion på 'a' och 'u'. |
| ä, ë, ï, ö, ü, ÿ                   | trema                   | franska, tyska, nederländska, isländska, svenska, spanska, turkiska m.fl.                      | Markerar i franskan m.fl. dieresis, det vill säga att två bredvid varandra stående vokaler skall uttalas separat, ej som ett gemensamt ljud, till exempel i franskan Citroën, Noël, Anaïs. Markerar i tyskan ett särskilt uttal orsakat av en historisk assimilationsprocess. |
| â, ĉ, ê, ĝ, ĥ, î, ĵ, ô, ŝ, û, ŷ    | cirkumflex              | franska, portugisiska, esperanto, kurmanji, m.fl.                                              | I franskan en rest av ett bortfallet -s-. Markerar i portugisiskan betonade höga vokaler. I esperanto räknas de som separata konsonanter. |
| ã, ñ, ĩ, õ, ũ                      | tilde                   | spanska, portugisiska, bretonska, estniska m. fl.                                              | Markerar i spanskan att "n" ska uttalas "nj" som i señor (muljering). Markerar i diverse språk nasal vokal. I estniskan symboliserar õ ljudet /ɤ/. |
| ç, ḑ, ķ, ļ, ņ, ŗ, ş, ţ             | cedilj                  | franska, portugisiska, katalanska, lettiska, liviska, turkiska m.fl.                           | Markerar i franska och portugisiska att "c" ska uttalas "s" före hård vokal, som i portugisiska Moçambique. Ş uttalas sch i turkiska. I vissa centraleuropeiska språk används cediljer som inte "sitter fast" på bokstaven. I liviskan står bokstaven ḑ för ljudet /ɟ/. |
| ģ                                  | cedilj över             | lettiska                                                                                       | I lettiska har man ģ men dess motsvarande stora bokstav skrivs Ģ. En cedilj under g passar inte bra typografiskt, så den placeras över istället. Ģ uttalas /ɟ/. |
| ș, ț                               | komma                   | rumänska                                                                                       | På rumänska vill man ha s och t med komma under för typografisk korrekthet, men man har accepterat ş och ţ (med cedilj) i datorer (och datorutskrifter) eftersom det är vad som stöddes. Skillnaden är liten och ingen risk för missförstånd. Rumänskt typsnitt kan ge rumänskt utseende på Ş. Ş kommer från turkiska, ett traditionellt inte så populärt land hos rumäner.                                   |
| ǎ, č, ě, ǐ, ň, ǒ, ř, š, ǔ, ž       | hake                    | tjeckiska, kroatiska, serbiska, litauiska, slovakiska, pinyin, lakota m.fl.                    | På tjeckiska uttalas c som ts (ts) medan č låter som ett t följt av en tonlös postalveolar frikativa (tʃ); s är ett rent s (s) medan š är en tonlös postalveolar frikativa (ʃ). Exempel på detta är Česká republika och Škoda. Markerar i pinyin fallande-stigande tonfall. |
| ą, ę, į, ų                         | svans                   | litauiska, polska                                                                              | Markerar i polskan att en vokal ska uttalas nasalt. Kallas också ogonek. |
| ă, ğ, ĭ, ŭ                         | brevis                  | rumänska, turkiska m.fl.                                                                       | Markerar i rumänskan att "ă" ska uttalas /ə/ (schwa). |
| ā, ē, ī, ō, ū, ǖ                   | streck ovanför (macron) | lettiska, liviska, pinyin, rōmaji                                                              | Markerar i lettiskan lång vokal, som i Rīga. Markerar i pinyin högt rakt tonfall, och i rōmaji lång vokal. I äldre svenska handskrifter har macron använts över enkel bokstav som ett förkortat skrivsätt för dubblerad bokstav, exempelvis i varumärket Gyllenhammars havremust. Vid telegrafimottagning med manuell nedskrift används macron i tidsbesparande syfte som substitut för dieresis vid Ä och Ö. |
| ċ, ė, i, ġ, ż                      | punkt                   | litauiska, polska, turkiska, maltesiska.                                                       | I turkiska är İi vanligt /i/ och Iı /ɯ/. |
| å, ů                               | ring                    | svenska, danska, norska, vallonska, tjeckiska                                                  | Markerar i tjeckiskan långt /u/. |
| ď, ľ, ť                            | apostrof                | tjeckiska, slovakiska                                                                          | Dessa apostrofer "sitter ihop" med bokstaven, och är egentligen en hake i stil med č och ě, fast haken får inte plats. Att skriva med lös apostrof d', l', t' är fel. Apostrofen visar att bokstaven är muljerande. |
| ø, ł                               | snedstreck              | danska, norska, färöiska, polska                                                               | Snedstrecket sitter tvärs över bokstaven. I polska uttalas Łł som engelskans /w/. |
| đ, ħ, ŧ                            | vågrätt streck ovanpå   | samiska, maltesiska, kroatiska, bosniska, serbiska                                             | I serbiska, kroatiska och bosniska står đ för d+j. Maltesiskans ħ är en tonlös faryngal frikativa. |
| många, till exempel ẻ,ế,ệ,ễ        |                         | vietnamesiska                                                                                  | I vietnamesiska används latinska alfabetet med en rik flora diakritiska tecken, ofta två per bokstav. De markerar tonfall och liknande som är betydelseskiljande på vietnamesiska. I Unicode har man ett tecken per kombination, såsom för europeiska språk, fast det finns fler än 200 kombinationer unika för vietnamesiska.                                                                                |
| fler                               |                         | Det finns fler diakritiska tecken som används i mindre språk, oftast utanför Europa.           | |

## Att generera tecknen
Enligt finländsk mångspråkig tangentbordsuppsättning finns akut, grav och cirkumflex accent direkt tillgängliga, medan tilde, háček och mer ovanliga diakriter fås fram med Alt Gr-tangenten kombinerad med olika tangenter till höger på tangentbordet (t.ex. š fås som AltGr-* s). Tangentkombinationen trycks innan tangenten för det tecken diakriten skall kombineras med.
Med Compose-tangenten, vanlig t.ex. på tangentbord för Linux, kan man åstadkomma de kombinerade tecknen genom olika tangentkombinationer, en del ad hoc, en del mer systematiska. T.ex. kan cedilj eller komma under ett tecken skrivas som Compose c c (ç) respektive Compose , t (ț) eller liknande.

## Tecken stödda i Unicode

### Arabiska bokstäver med diakritiska tecken
U+0621: آ أ ؤ إ ئ ب ة ت ث ج ح خ د ذ ز ش ض ظ غ ف ق ك ن ي

### Grekiska bokstäver med diakritiska tecken
U+0380: Ά Έ Ή Ί Ό Ύ Ώ ΐ Ϊ Ϋ ά έ ή ί ΰ ϊ ϋ ό ύ ώ

### Kyrilliska bokstäver med diakritiska tecken
U+0400: Ѐ Ё Ђ Ѓ Ї Ќ Ѝ Ў Й й ѐ ё ђ ѓ ї ќ ѝ ў Ѣ ѣ ѯ Ѷ ѷ Ѽ ѽ Ѿ ѿ Ҏ ҏ Ґ ґ Ғ ғ ҙ ӂ ӑ ӓ ӗ ӝ ӟ ӣ ӥ

### Latinska bokstäver med diakritiska tecken
U+00C0: À Á Â Ã Ä Å Ç È É Ê Ë Ì Í Î Ï Ñ Ò Ó Ô Õ Ö Ø Ù Ú Û Ü Ý
U+00E0: à á â ã ä å ç è é ê ë ì í î ï ñ ò ó ô õ ö ø ù ú û ü ý ÿ
U+0100: Ā ā Ă ă Ą ą Ć ć Ĉ ĉ Ċ ċ Č č Ď ď Đ đ Ē ē Ĕ ĕ Ė ė Ę ę Ě ě Ĝ ĝ Ğ ğ Ġ ġ Ģ ģ Ĥ ĥ Ħ ħ Ĩ ĩ Ī ī Ĭ ĭ Į į İ Ĵ ĵ Ķ ķ Ĺ ĺ Ļ
U+0140: ļ Ľ ľ Ŀ ŀ Ł ł Ń ń Ņ ņ Ň ň ŉ Ō ō Ŏ ŏ Ő ő Ŕ ŕ Ŗ ŗ Ř ř Ś ś Ŝ ŝ Ş ş Š š Ţ ţ Ť ť Ŧ ŧ Ũ ũ Ū ū Ŭ ŭ Ů ů Ű ű Ų ų Ŵ ŵ Ŷ ŷ Ÿ Ź ź Ż ż Ž Ž
U+0180: Ƃ ƃ Ƈ ƈ Ƌ ƌ Ƒ ƒ Ɠ Ƙ ƙ Ɲ Ơ ơ ƣ Ƥ ƥ ƨ ƫ Ƭ ƭ Ʈ Ư ư Ƴ ƴ Ƶ ƶ
U+01C0: Ǎ ǎ Ǐ ǐ Ǒ ǒ Ǔ ǔ Ǖ ǖ Ǘ ǘ Ǚ ǚ Ǜ ǜ ǝ Ǟ ǟ Ǡ ǡ Ǥ ǥ Ǧ ǧ Ǩ ǩ Ǫ ǫ Ǭ ǭ ǰ Ǵ ǵ Ǹ ǹ Ǻ ǻ Ǿ ǿ
U+0200: Ȁ ȁ Ȃ ȃ Ȅ ȅ Ȇ ȇ Ȉ ȉ Ȋ ȋ Ȍ ȍ Ȏ ȏ Ȑ ȑ Ȓ ȓ Ȕ ȕ Ȗ ȗ Ș ș Ț ț Ȟ ȟ Ȥ ȥ Ȧ ȧ Ȩ ȩ Ȫ ȫ Ȭ ȭ Ȯ ȯ Ȱ ȱ Ȳ ȳ
U+1E00: Ḁ ḁ Ḃ ḃ Ḅ ḅ Ḇ ḇ Ḉ ḉ Ḋ ḋ Ḍ ḍ Ḏ ḏ Ḑ ḑ Ḓ ḓ Ḕ ḕ Ḗ ḗ Ḙ ḙ Ḛ ḛ Ḝ ḝ Ḟ ḟ Ḡ ḡ Ḣ ḣ Ḥ ḥ Ḧ ḧ Ḩ ḩ Ḫ ḫ Ḭ ḭ Ḯ ḯ Ḱ ḱ Ḳ ḳ Ḵ ḵ Ḷ ḷ Ḹ ḹ Ḻ ḻ Ḽ ḽ Ḿ ḿ
U+1E40: Ṁ ṁ Ṃ ṃ Ṅ ṅ Ṇ ṇ Ṉ ṉ Ṋ ṋ Ṍ ṍ Ṏ ṏ Ṑ ṑ Ṓ ṓ Ṕ ṕ Ṗ ṗ Ṙ ṙ Ṛ ṛ Ṝ ṝ Ṟ ṟ Ṡ ṡ Ṣ ṣ Ṥ ṥ Ṧ ṧ Ṩ ṩ Ṫ ṫ Ṭ ṭ Ṯ ṯ Ṱ ṱ Ṳ ṳ Ṵ ṵ Ṷ ṷ Ṹ ṹ Ṻ ṻ Ṽ ṽ Ṿ ṿ
U+1E80: Ẁ ẁ Ẃ ẃ Ẅ ẅ Ẇ ẇ Ẉ ẉ Ẋ ẋ Ẍ ẍ Ẏ ẏ Ẑ ẑ Ẓ ẓ Ẕ ẕ ẖ ẗ ẘ ẙ ẚ Ạ ạ Ả ả Ấ ấ Ầ ầ Ẩ ẩ Ẫ ẫ Ậ ậ Ắ ắ Ằ ằ Ẳ ẳ Ẵ ẵ Ặ ặ Ẹ ẹ Ẻ ẻ Ẽ ẽ Ế ế
U+1EC0: Ề ề Ể ể Ễ ễ Ệ ệ Ỉ ỉ Ị ị Ọ ọ Ỏ ỏ Ố ố Ồ ồ Ổ ổ Ỗ ỗ Ộ ộ Ớ ớ Ờ ờ Ở ở Ỡ ỡ Ợ ợ Ụ ụ Ủ ủ Ứ ứ Ừ ừ Ử ử Ữ ữ Ự ự Ỳ ỳ Ỵ ỵ Ỷ ỷ Ỹ ỹ

### Runor med diakritiska tecken (stungna runor)
U+16XX: ᚡ ᚤ ᚧ ᚵ ᛀ ᛂ ᛍ ᛪ ᛑ ᛔ ᛛ